# Verlincthun
Verlincthun település Franciaországban, Pas-de-Calais megyében. Lakosainak száma 514 fő (2022. január 1.). Verlincthun Carly, Condette, Halinghen, Hesdigneul-lès-Boulogne, Nesles, Samer és Tingry községekkel határos.

## Népesség
A település népessége az elmúlt években az alábbi módon változott:
| Lakosok száma | 407  | 437  | 446  | 444  | 463  | 483  | 502  | 514  | 514  |
|               | 2013 | 2015 | 2016 | 2017 | 2018 | 2019 | 2020 | 2021 | 2022 |